# Courbet (1910)
Courbet byla francouzská bitevní loď stejnojmenné třídy. Tato třída představovala první generaci francouzských dreadnoughtů. Loď byla pojmenována na počest admirála Amédéa Courbeta a účastnila se první i druhé světové války.
Za první světové války se Courbet podílel na blokádě Otrantského průlivu. V letech 1923–1924 byla loď modernizována. Byla u ní zvýšena elevace hlavních děl, část kotlů byla schopna používat naftu jako palivo a nový byl i systém řízení palby. Dva přední komíny byly spojeny v jeden. V letech 1937–1938 byly vyměněny kotle a odstraněny torpédomety.
Počátkem druhé světové války se loď účastnila obrany Francie a po německém vítězství odplula do Anglie i s řadou spojeneckých vojáků na palubě. Zde loď nějaký čas nečinně kotvila, jelikož byla podřízena vládě ve Vichy, která s Němci uzavřela mír, než byla během britské Operace Catapult násilně obsazena. O sedm dní později byla předána silám Svobodných Francouzů. Loď byla většinu války zakotvena v Plymouthu a sloužila jako ubytovací plavidlo a protiletadlová baterie. V roce 1944 bylo při plánování Operace Overlord rozhodnuto potopit ji jako součást vlnolamu „Gooseberry“ u britského sektoru Sword. Stalo se tak 9. června 1944. Courbet dodnes spočívá na dně poblíž francouzské obce Ouistreham.

## Uživatelé
- – Francouzské námořnictvo
- – Svobodní Francouzi